# 時川英之
時川 英之（ときがわ ひでゆき、1972年11月3日 - ）は、日本の映像作家、映画監督。広島県広島市生まれ。広島市に拠点を置いて活動。

## 来歴
広島市生まれ。広島県立国泰寺高校（平成3年卒）を経て明治大学政治経済学部卒業。カナダのバンクーバー・フィルムスクールで本格的に映画を学ぶ。
ディスカバリーチャンネル・アジア（シンガポール）、ウォルト・ディズニー・テレビジョン（東京）で多くの番組にプロデューサー/ディレクターとして携わる。
その後、映画監督の岩井俊二に師事し、日韓W杯ドキュメンタリー『六月の勝利の歌を忘れない』、映画『花とアリス』などに参加する。
映画を中心に、ドキュメンタリー、TVCM、ミュージックビデオなど幅広いジャンルの映像作品を手がける。
2009年7月1日 TimeRiver Pictures 株式会社を設立。

## 人物
- 映画好きな父親の影響を受け小学6年生からカメラを回し始め、中学生の頃にはクラスの友人たちと短編映画を作っては教室で上映していた[6]。

- 広島県立国泰寺高校ではサッカー部に所属[7]し、チームは3年連続全国選手権大会に出場[6]。キーパー[3]。

- 広島に戻ってすぐラジオパーソナリティの横山雄二と出会い一緒に映画を作ろうと言うことになり、何週間も居酒屋に通いいくつかの企画書を書いたが、やはり横山のラジオの裏話が一番面白いということになった。そして改めて横山からラジオの実話を取材し、映画「ラジオの恋」の脚本を書いた[6]。

- 福山市に122年続いた映画館・大黒座が閉館することが決まり、映画館スタッフから閉館前に何か撮影して欲しいと相談され、時川監督が映画館の物語を映画にしてはどうかと提案したことから映画「シネマの天使」が制作される[8]。

- 広島の平和に関する短編映画「どうして広島に来たの？　Why Did You Come To Hiroshima?」を時川監督の米国の友人がオバマ大統領のツイッターに送った。その後、2016年オバマ大統領が広島に訪問した際の公式スピーチで「なぜ私たちが広島に来たのか？」と何度も問いかけ、それが彼のスピーチの柱となっていたことから、実際にオバマがその短編映画を観たのではないかという推測がある[9]。

## 映画
- 『花とアリス』岩井俊二監督作品 (2004)メイキングディレクター
- 『箱入り息子の恋』市井昌秀作品(2013)アソシエイトプロデューサー

- 『ラジオの恋』（2012年製作、2014年2月1日劇場公開 アークエンタテイメント）監督・脚本・編集[10] 初監督作品映画
広島ダマー映画祭2012 招待作品、シネマヴェルデ2013 観客賞、グリーンベイ映画祭、フォートマイヤーズ映画祭ノミネート
- 『シネマの天使』（2015年11月7日公開 東京テアトル）- 監督・脚本・編集[11]
モンテルーポ・フィオレンティーナ国際映画祭　「監督賞」「作品賞」 [12]  LA Cinema Festival of Hollywood映画祭 「ベスト長編映画賞」受賞   Intendence 映画祭 「映画祭最高賞」「観客賞」「審査委員賞」受賞、ハワイ国際映画祭正式招待作品、ダラス・アジア映画祭正式招待作品、カンサス国際映画祭招待作品
- 『鯉のはなシアター』（2018年9月7日公開）- 監督[13]・脚本・編集
第10回沖縄国際映画祭 出展作品
広島国際映画祭2018 ヒロシマ平和映画賞
2018ハートランド国際映画祭(US) 　2018 オリロス映画祭「ベスト長編映画賞」 (Italy)
2018 ルイビル国際映画祭(US)
- 『彼女は夢で踊る』（2020年10月新宿武蔵野館　全国公開）- 監督・脚本・編集[14]　マドリード国際映画祭 審査員賞受賞　(Spain)

## ショートフィルム
- 「ドリーム」（カナダ）監督・脚本
- 「ブルーヘッドモンスターフロムプラネット66」（シンガポール）監督・脚本
ゆうばり国際ファンタスティック映画祭、みちのく映画祭、水戸短編映画祭
- 「ロード・トゥー・アウェイゲーム」監督・脚本 [15]
アシアナ国際映画祭招待作品
- 「広島の先生たちの物語 Teachers of Hiroshima」(2013年）監督　※ドキュメンタリー短編作品
広島国際映画祭 上映
- 「どうして広島に来たの? Why did you come to Hiroshima?」(2013年）監督・編集・英語ナレーション　※ドキュメンタリー短編作品
広島ダマー映画祭2013 ヒロシマEYE上映
- 「スマイルタウン　平野町」（2017年）監督・脚本・編集 [16]

## ドラマ
- 「イーティングメモリー」(1999)(シンガポール) 監督・脚本
アジアTVアワード 2000 ベストイノーベーション賞入選
- 「謎の転校生」 (2015) オープニング監督

## ドキュメンタリー
- 「大切な記憶はなんですか？　アルツハイマー病と戦う」(NHK BS1) 監督
- 「六月の勝利の歌を忘れない」 岩井俊二監督作品(2002)プロデューサー
- 「WHO I AM」「ダニエル・ディアス」（水泳　ブラジル）総合演出 [17]
- 「WHO I AM」「リカルド・アウヴェス」ブラインドサッカー 総合演出 [18]
- 「旅のチカラ／草刈民代　イタリア・ベネチア」（NHK)監督 [19]
- 「心をひとつに　松田聖子&ボブ・ジェームス　東北に歌う」（NHK)監督 [20]
- 「パリで逢いましょう」（BS日テレ）長期ドキュメンタリーシリーズ　第６話アシスタントディレクター
（フランス文化観光大臣賞　TVシリーズ部門作品）
- 「海に沈んだ写真の記憶」（ディスカバリーチャンネル）監督・プロデューサー [21]
アジアTVアワード 2012 ベスト監督賞、ベスト編集賞、時事問題番組賞入選
- 「ザ・モックバスター 〜華麗なる模倣映画の世界」監督
- 「3D映像最前線 ~アメリカと日本のサバイバル」監督
- 「クエスト／ハリウッド生きる日本人」監督
- 「CG進化論」監督
- 「スモウキッズ」監督・プロデューサー
- NHKスペシャル「新シルクロード」　再現映像撮影監督　（中国）
- 「サイエンス　ジャパン」（ディスカバリーチャンネル）監督・プロデューサー

## TV CM
- 「大京 広島グランテラス」
- 「Panasonic 電動自転車」
- 「日興ホーム」
- 「メガネの田中」本通りダンス編 TV webCM [22]
- 「Global Kids」Web CM [23]
- 「國學院大学」TV webCM（黒澤はるか） [24]
- 「Team Xevo ダイワハウス」Web documentary
- 「創建ホーム」TVCM
- 「横川シネマ」WebCM
- 「ジュンテンドー」TV webCM
- 「木でつくる広島」広島県材木組合 TV webCM
- 「ネスカフェ アンバサダー 秋」（中川翔子）TVCM
- 「ネスカフェ アンバサダー 夏」（大和田美帆）TVCM
- 「カーセブン／こりん星進出」（小倉優子）TVCM
- 「セディナゴールドカード」TVCM
- 「USドラマ『GLEE』」TVCM
2010PromaxAsiaアワードベストプロモ賞 金賞
2010PromaxAsiaアワードベストシリーズプロモ賞 金賞

## Music Video
- miwa「リトルガール」（2010年）
- のら犬「流川」（2012年）
- のら犬 足袋井直弘「ギターも弾けない男」（2015年）撮影：角田真一
- 松山千春「初雪」（2017年）[25]

## 受賞歴
- 2020
  - 『彼女は夢で踊る』- 監督・脚本・編集[14]　マドリード国際映画祭　審査員賞受賞　(Spain)
- 2018年
  - 鯉のはなシアター
    - 広島国際映画祭2018 ヒロシマ平和映画賞
    - 2018 オリロス映画祭「ベスト長編映画賞 (Italy)
    - 『シネマの天使』- 監督・脚本・編集[11]
モンテルーポ・フィオレンティーナ国際映画祭　「監督賞」「作品賞」 [12]
LA Cinema Festival of Hollywood映画祭 「ベスト長編映画賞」受賞
Intendence 映画祭 「映画祭最高賞」「観客賞」「審査委員賞」受賞
    - 『ラジオの恋』監督・脚本・編集[10]
シネマヴェルデ2013 観客賞

  - 「USドラマ『GLEE』」TVCM
2010PromaxAsiaアワードベストプロモ賞 金賞
2010PromaxAsiaアワードベストシリーズプロモ賞 金賞
- 1999
  - 「イーティングメモリー」(1999)(シンガポール) 監督・脚本
アジアTVアワード 2000 ベストイノーベーション賞入選